# Фахардо, Луис
Луи́с Фаха́рдо Поса́да, также известный по прозвищу «Бенди́то» (исп. Luis Alfonso Fajardo Posada; род. 18 июня 1963 в Медельине) — колумбийский футболист, выступавший на позиции полузащитника в 1980—1990-е годы. Наиболее известен по выступлениям за «Атлетико Насьональ».

## Биография
Луис Фахардо — воспитанник академии «Атлетико Насьоналя». За основной состав дебютировал в 1984 году, и выступал за родную команду вплоть до завершения сезона 1992. Фахардо был одним из ключевых игроков «Атлетико Насьоналя» в розыгрыше Кубка Либертадорес 1989 года, который впервые в истории выиграла колумбийская команда. В 1991 году помог команде выиграть чемпионат Колумбии, трижды занимал второе место. Фахардо был достаточно универсальным игроком, мог действовать как в полузащите, так и ближе к нападению. В 1993 году выступал за «Атлетико Уилу». Отыграв два сезона за «Индепендьенте Медельин», Бендито завершил профессиональную карьеру в 1996 году.
За основную сборную Колумбии Луис Фахардо выступал в 1989 и 1990 годах. Провёл 15 матчей и забил один гол. Принял участие в чемпионате мира 1990 года. Сыграл в двух матчах — против ФРГ на групповом этапе, а также в матче против Камеруна в 1/8 финала.
После завершения карьеры футболиста стал работать в администрациях различных клубов — в частности, он работал в «Депортиво Перейре», затем — в «Депортиво Рионегро», который ныне известен как «Итагуи Леонес». В отношении Фахардо выдвигались обвинения в отмывании денег, но за недоказанностью дело было закрыто.

## Титулы и достижения
Командные
- Чемпион Колумбии (1): 1991
- Вице-чемпион Колумбии (3): 1988, 1990, 1992
- Обладатель Кубка Либертадорес (1): 1989
- Обладатель Межамериканского кубка (1): 1989